# Bert Pentury
Bert Pentury (Medan, 25 februari 1948) is een voormalig Nederlands voetballer en voetbaltrainer van Molukse afkomst. Nadat hij in 1978 een UEFA Pro licentie behaalde, was hij sindsdien onder meer werkzaam voor de profvoetbalclub VCV Zeeland, de KNVB, de PSSI en Bintang Timur AFC.

## Achtergrond
Bert Pentuty werd in 1948 geboren in Medan op Sumatra, waar zijn vader Thomas Pentury predikant en sergeant was in het Koninklijk Nederlandsch-Indisch Leger. De familie Pentury is afkomstig van het Molukse eiland Seram. In 1951 verhuist het gezin op dienstbevel naar Nederland en komt eerst in Koudekerke terecht, daarna in Aardenburg. In 1959 verhuist het gezin naar het Molukse kamp Nadorst in Middelburg. Hij groeide op met drie zusjes en vijf broers.
Hij behoort tot de Tweede generatie van Molukkers in Nederland die te maken kreeg met de nodige sociale en politieke problematiek omtrent de eigen idealen, intégratie en culturele heroriëntatie. Een lange tijd beschikte Pentury dan ook niet over een Nederlandse staatsburgerschap (noch de Indonesische).

## Spelersloopbaan
Pentury begon in zijn jonge jaren met voetballen bij MV & AV Zeelandia en SV Jong Ambon.
Als behendige vleugelaanvaller behoorde Pentury in de jaren zestig tot de bepalende spelers in het Nederlands amateurvoetbal. Hij speelde toen voor VV Middelburg, de club die in de jaren 1960 ook lovend "Het Ajax van de amateurs" werd genoemd. Met de club uit de Zeeuwse provinciehoofdstad werd hij drie keer Nederlands landskampioen amateurvoetbal in 1966, 1967 en 1969.
In de finalewedstrijden van 1967 tegen AFC uit Amsterdam maakte Pentury zowel in de uitwedstrijd (0-2) als in de thuiswedstrijd (2-1) alle winnende doepunten. In de finalewedstrijden van 1969 tegen SC Enschede herhaalde hij dit wederom na een 0-0 gelijkspel in de uitwedstrijd en een 3-0 thuisoverwinning. Over het spel van Pentury schreef de Provinciale Zeeuwse Courant in 1969:

Hij was de schrik voor de Enschedese verdedigers. Bert Pentury, die met zijn enorme balcontrole, schijnbewegingen, snelheid en schotvaardigheid de ster werd in een team van uitblinkers. Pentury knalde in de eerste finalewedstrijd zijn ploeg met een onvervalste hattrick naar de landstitel..

Omdat men in de context van de jaren zestig ervanuit ging dat de Molukkers tijdelijk in Nederland zouden zijn, in afwachting van een repatriëring, beschikte Pentury niet over een Nederlands paspoort, en kon hij als sterspeler van het Nederlands amateurvoetbal desondanks niet in aanmerking komen voor het Nederlands amateurvoetbalelftal. Wel kwam hij wel uit voor het Zuid-Moluks voetbalelftal.
Tot ieders verbazing sloeg Pentury als 22-jarige voetbaltalent aanbiedingen af van Nederlandse en Belgische betaalde clubs, om vervolgens in 1970 vrijwillig zes klassen lager te gaan spelen en zich volledig te storten op SV Jong Ambon in de hoedanigheid als speler-trainer.
Aan de hand van Pentury, behaalde het team dat uitsluitend uit Molukse voetballers bestond in rap tempo vier kampioenschappen achter elkaar en kregen zij van de pers als bijnaam "Brazilianen van het Zeeuwse voetbal". De Molukse familieclub Jong Ambon ontsteeg op knappe wijze het Zeeuwse afdelingsvoetbal en promoveerde tot aan de Derde klasse van de KNVB, wat destijds het vijfde niveau van de Nederlandse voetbalpiramide was.

## Trainersloopbaan

### SV Jong Ambon
Bert Pentury deed zijn eerste stappen als voetbaltrainer bij SV Jong Ambon, waar hij in drie verschillende termijnen actief was. Tijdens zijn eerste periode tussen 1970 en 1980 was hij speler-trainer. Nadat Jong Ambon een paar jaren eerder in 1968 werd opgeheven, kwamen de bekende Molukse voetballers, die eerder hun Molukse vereniging verlaten hadden om uit te groeien tot smaakmakers bij andere Nederlandse voetbalclubs, weer met enthousiasme bijeen om hun eigen club nieuw leven in te blazen.
Pentury begon in 1970 met coachen. In 1973 behaalde Pentury zijn trainerslicentie C bij de KNVB, in 1977 zijn A-diploma Coach betaald voetbal, en in 1978 behaalde hij de UEFA Pro-licentie, het hoogst haalbare trainersdiploma in Europa. Hij zat onder meer in de opleiding met Aad de Mos en Jan Reker.
Dankzij de moderne aanpak en technische oefenstof van de talentvolle trainer Bert Pentury wist Jong Ambon het Zuid-Amerikaanse voetbalspel, het zogenaamde tik-tak-spel, te realiseren en daarmee succesvolle resultaten te boeken in het Nederlands amateurvoetbal. SV Jong Ambon beschikte over een getalenteerde selectie en de kleurrijke spelers werden, vanwege hun aanvallende spel en balbehandeling, ook wel de "Brazilianen van het Zeeuwse voetbal" genoemd. In de vier eerste seizoenen, wonnen de Jong-Ambonezen vier kampioenschappen achter elkaar en promoveerden daardoor rechtstreeks vanaf het Zeeuwse afdelingsvoetbal naar de Derde klasse van de KNVB, wat destijds als vijfde niveau van het Nederlands voetbalsysteem vergelijkbaar was met de huidige Vierde divisie.
Jong Ambon groeide eveneens uit tot een familieclub en een ontmoetingplaats voor de Molukse gemeenschap in de Nederlandse provincie Zeeland. Binnen het communautaire voetbal van de Zuid-Molukse gemeenschap in Nederland won Pentury met Jong Ambon viermaal de Soumokil-beker in 1972, 1975, 1977 en 1980.
Tussen 2002 en 2007 keerde Oom Bert, zoals hij naar Molukse gebruiken binnen de club genoemd werd, terug bij Jong Ambon voor een tweede periode als hoofdtrainer. In het seizoen 2002/2003 werden de Jong Ambonezen op overtuigdende wijze kampioen met 55 punten uit 22 wedstrijden en 102 doelpunten voor, en promoveerde zij naar de Vierde klasse.
Zijn derde periode als trainer tussen 2009 en 2011 was minder succesvol en werd hij niet ondersteund door het bestuur, waarna hij in 2011 zijn carrière in de voetballerij voortzette in Indonesië. Door zijn grote betrokkenheid als speler, trainer en cultuurbewaker, wordt Pentury binnen de voetbalvereniging Jong Ambon gezien als een clubicoon. Pentury werd eveneens door de voormalig voorzitter, Nus Taniwel, ook wel ,,De Johan Cruijff van Jong Ambon" genoemd vanwege zijn kennis en inzicht.

### VCV Zeeland
Voor het seizoen 1991/92 werd Bert Pentury aangesteld als trainer bij VCV Zeeland, een profclub uit de provincie Zeeland dat actief was in de Eerste divisie. Hij werd echter benoemd als assistent-trainer van Louis Verstraaten, die de trainingen leidde zonder daarvoor de vereiste papieren te beschikken en zich daarom verschool achter Pentury, die wel de licentie en de bevoegdheid heeft om zelfstandig aan de slag te gaan als hoofdtrainer in het betaald voetbal. Deze situatie leidde tot ergernis van de VVON, de Nederlandse belangenvereniging van trainers in het betaald voetbal. Na het ontslag van Verstraaten in januari 1992, kreeg Pentury nu wel de volledige verantwoordelijkheid over de hoofdmacht van de Zeeuwse profclub.
De kwetsbare Vlissinge club, dat bestond uit een selectie van doorgewinterde profs en veredelde amateurs, kende een zorgwekkende financiële positie en dat had ook zijn weerslag op de resultaten. De VCV Zeeland behaalde af en toe kleine succesjes, onder meer tegen FC Emmen (3—1 winst) en tegen NAC Breda (0—0 gelijkspel), maar grossiert vooral in verliespartijen. Door het falende beleid van het bestuur kon een ondergang van de profclub niet worden voorkomen. Hoofdtrainer Pentury hield ondanks alle tegenslagen vol tot het bittere eind, maar kon niet voorkomen dat de Zeeuwen in de Eerste divisie op de laatste plaats eindigden.
Buiten zijn ervaring in het profvoetbal en zijn betrokkenheid bij SV Jong Ambon, was Bert Pentury eveneens als hoofdtrainer actief in het Zeeuwse amateurvoetbal bij VV Yerseke (1977-1981), VV Breskens (1993-1995), VV Zierikzee (1997-2000) en twee termijnen bij VC Vlissingen (1982-1984 en 1995-1997).

### KNVB
Vanaf 1995 is Pentury werkzaam voor de KNVB als docent en opleider, voornamelijk voor de afdeling Zeeland en de district Zuid I. Hij werd in 1999 ook aangewezen als coach van het Zeeuws voetbalelftal en sinds 1994 van de Zeeuwse jeugdselecties. Vanaf 1 juli 2002 kreeg hij ook de taak van regiocoach, waarmee hij een aanspreekpunt werd voor de verenigingen en hulp bood bij techniek- en voetbalontwikkeling. De functie vloeit voort uit het masterplan van Louis van Gaal.

### Molukken
Op basis van zijn cultuur en afkomst, heeft Bert Pentury zich altijd verbonden gevoeld en ingespant voor de Molukkers in Nederland en op de Molukken. Naast zijn werkzaamheden voor de Molukse voetbalvereniging SV Jong Ambon, zette hij zich ook in voor het Molukse voetbal in Nederland.
Vanaf 1988 was hij assistent-coach bij het Moluks voetbalelftal, een selectie van Molukkers in Nederland, dat onder meer tussen 24 mei en 10 juni 1988 op voetbaltournee ging door Indonesië. Een hoogtepunt was de wedstrijd tegen het Indonesisch voetbalelftal (0–0 gelijkspel). Vanaf 1990 tot 1997 was hij de hoofdcoach van de Molukse selectie. Zijn team won onder meer op 29 mei 1994 met 5–1 van het Nederlands amateurvoetbalelftal. Deze Molukse selectie speelde voornamelijk benefietwedstrijden om geld in te zamelen voor goede doelen op de Molukken.
Om het voetbal in de Molukse archipel zelf ook te ontwikkelen, trok Bert Pentury tussen 2008 en 2012 met regelmaat naar de Molukken om aankomende voetbaltrainers les te geven op het gebied van trainingen en coachen. In 2012 was hij betrokken bij de oprichting van een voetbalschool op de Molukken, waar hij samen met zijn broer Jim Pentury, Simon Tahamata en Joop Kols de voetbalopleiding vorm gaf.

### Indonesië
In september 2011 werd Bert Pentury aangetrokken door de PSSI, de Indonesische voetbalbond. Hij tekende er een contract voor 4 jaar en kreeg de missie om in Indonesië jeugdtrainers op te leiden, trainingen en cursussen te verzorgen en een jeugdcompetitie op te zetten.
Vanaf 2015 is hij werkzaam voor de Indonesische voetbalclub Bintang Timur AFC, waar hij hoofd jeugdopleiding is. De club scout talenten uit Oost-Nusa Tenggara en Oost-Timor en heeft een uitgebreide jeugdopleiding voor de leeftijdsgroepen van 10 tot 19 jaar. Onder toezicht van Pentury levert Bintang Timur spelers voor nationale Indonesische jeugdelftallen, en profclubs in de Liga 1 en 2. Ook boeken ook de eigen jeugd- en seniorenteams successen, onder meer met het winnen van de provinciale Soeratinbekercompetitie en het afdelingskampioenschap van de Liga 4.